# Diecéze Abila v Palestině
Diecéze Abila v Palestině je titulární diecéze římskokatolické církve, založená v 18. století nebo roku 1933 a pojmenovaná podle starověkého města Abila v Palestině v dnešním Jordánsku. Toto město se nacházelo v provincii Palestina II. Diecéze byla sufragannou arcidiecéze Scythopolis.

## Titulární biskupové
| hodnost          | jméno                                          | úřad                                 | od                | do                 |
| ---------------- | ---------------------------------------------- | ------------------------------------ | ----------------- | ------------------ |
| titulární biskup | Adam Ernst Joseph Bernclau von Schönreith      | pomocný biskup Regensburgu (Německo) | 22. prosince 1766 | 24. července 1779  |
| titulární biskup | Joseph Ferdinand Guidobald von Spaur und Valör | vyznamenání                          | 20. března 1780   | 26. března 1793    |
| titulární biskup | Alessandro Scialdone                           | pomocný biskup Capua (Itálie)        | 11. července 1839 | 6. září 1862       |
| titulární biskup | Pietro Facciotti                               | vyznamenání (Itálie)                 | 28. února 1879    | 27. února 1880     |
| titulární biskup | Dionýz Njarady                                 | pomocný biskup Križevci (Chorvatsko) | 5. prosince 1914  | 1. května 1920     |
| titulární biskup | Alberto Uribe Urdaneta                         | pomocný biskup Manizales (Kolumbie)  | 19. prosince 1953 | 18. března 1957    |
| titulární biskup | Caesar Gatimu                                  | pomocný biskup Nyeri (Keňa)          | 18. dubna 1961    | 25. listopadu 1964 |
| titulární biskup | Paulos Tzadua                                  | pomocný biskup Addis Abeba (Etiopie) | 1. března 1973    | 24. února 1977     |